# 河畔徑 (渥太華)
河畔徑（英語：Riverside Drive；渥太華19號市道）是加拿大安大略省渥太華的一條主要道路，沿麗都河麗都河東岸延伸。其北部盡頭位於女皇道以南的渥太華快速巴士／維亞鐵路隧道，道路向南延伸至Limebank Road，並在此延續為河道（River Road）直至城市邊界。女皇道以北，河畔徑延續為瓦尼爾徑（Vanier Parkway），穿過瓦尼爾社區直至Beechwood Avenue。瓦尼爾徑得名於瓦尼爾社區，該社區則以加拿大總督佐治·瓦尼爾命名。
該道路大部分路段為四車道主幹路，車速限制為60每小時（37英里每小時），但許多路段的整體車流速度更快。
河畔徑上有河畔醫院、加拿大郵政總部、加拿大公務及採購部總部、加拿大勞工大會總部、及慕尼灣公園等。
河畔徑始於滿地可道，但滿地可道與Hurdman's Bridge之間的路段於1960年更名為河道（River Road，現為河道北）。1986年，市府調整士美道與工業路（Industrial Avenue）之間河畔徑路段。河畔徑之前是止於工業路，而翠巒徑將車流輸往女皇道，轉為瓦尼爾徑（Vanier Parkway）。 河景區內的河畔徑舊路線仍保留原名，為許多柏文大廈居民提供服務，兩端皆爲盡頭路。最終，道路分出醫院連合道（Hospital Link Road），其北段轉為中學坊（Lycée Place），南段轉為夫洛比雪里（Frobisher Lane）。

## 主要路口

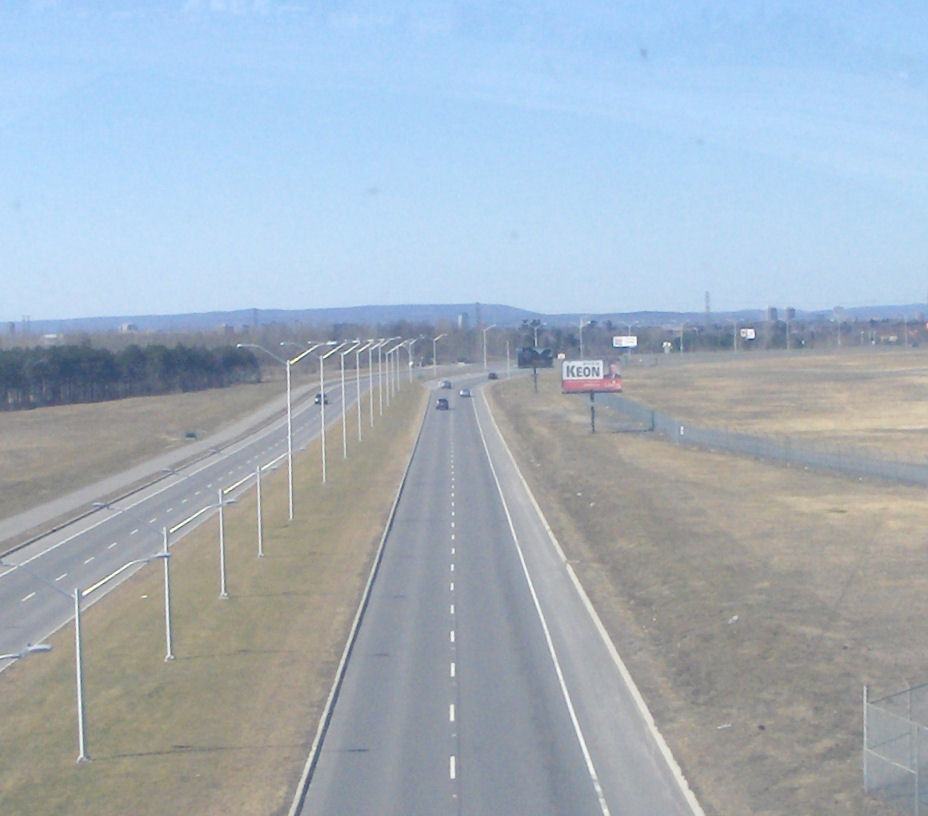
河道（River Road），右為渥太華麥當勞-卡蒂埃國際機場

### 瓦尼爾徑
- Beechwood Avenue / 聖博德街（St. Patrick Street；#44）
- 滿地可道（#34）

### 河畔徑
- 女皇道／417號省道，117號出口
- 工業路（Industrial Avenue；#30）
- 士美道（英语：Smyth Road）／緬因街（#72）
- 銀行街（#31）
- 布朗臣路（#79）
- 希倫道（英语：Heron Road (Ottawa)）（#16）
- 屈利道（英语：Walkley Road）（#74）
- 狩獵會道（#32）

### 河道
- Limebank Road
- 利特林道（Leitrim Road；#14）
- 暗士黨伯爵道（Earl Armstrong Road；以及經過維米紀念大橋（英语：Vimy Memorial Bridge）的士丹核徑（英语：Strandherd Drive））
- 米治奧雲斯道（#8）
- Roger Stevens Drive（#6）
- 奧斯古大街（Osgoode Main Street；#114）
- 達美尼道（#4）

## 外部連結

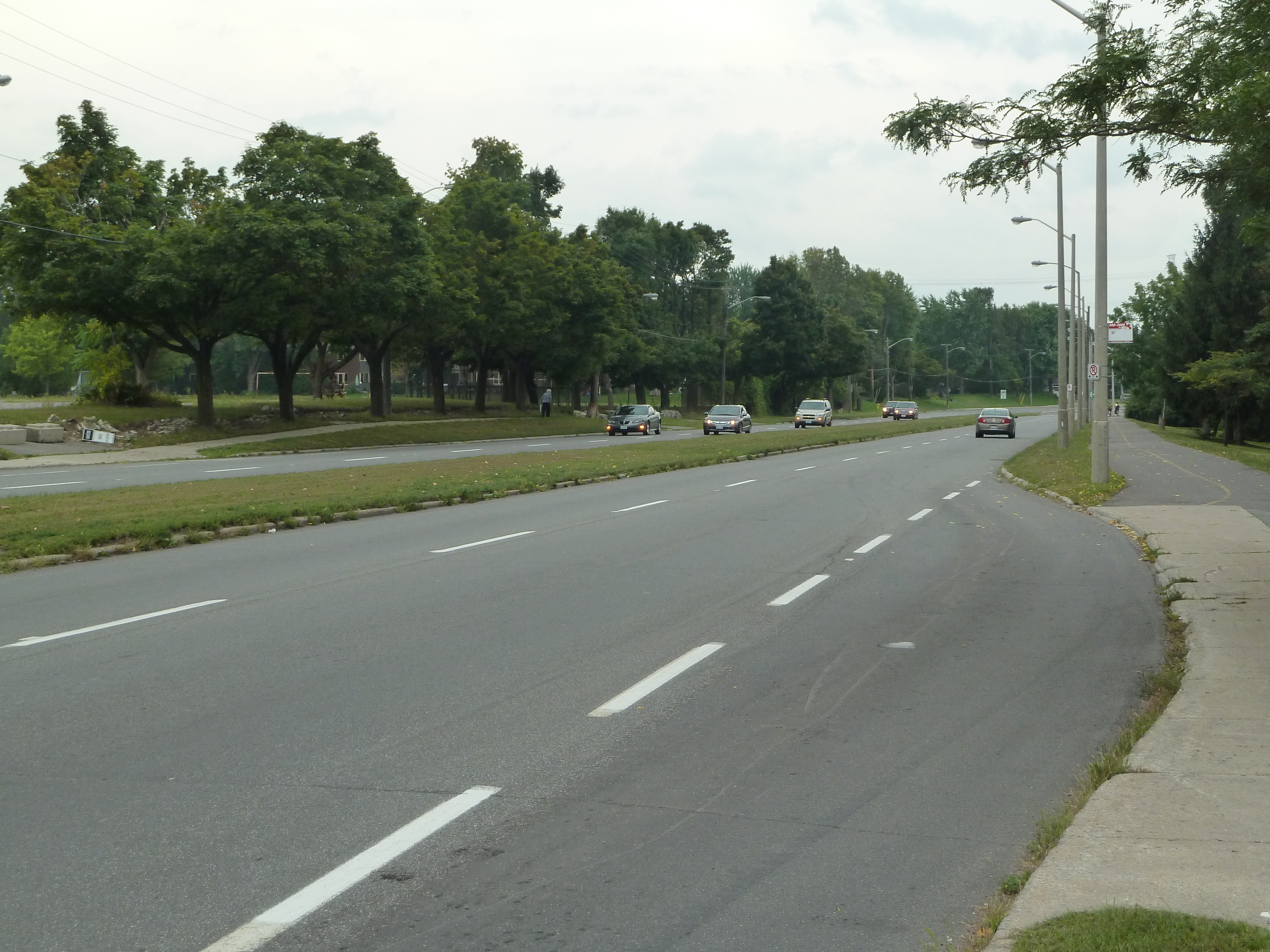
慕尼灣公園南望河畔徑

- Riverside Drive/River Road/Limebank Road project （页面存档备份，存于）
- Google Maps: Riverside Drive routing